# Marblepsis ochrobasis
Marblepsis ochrobasis is een vlinder uit de familie spinneruilen (Erebidae), onderfamilie donsvlinders (Lymantriinae). De wetenschappelijke naam van deze soort is voor het eerst geldig gepubliceerd in 1938 door Collenette.
De soort komt voor in tropisch Afrika.